# 이교식
이교식(李敎植, 일본식 이름: 南田敎植미나미다 교쇼쿠, 1872년 12월 ~ ?)은 일제강점기의 관료로, 본적은 평안남도 대동군 남형제산면이다.

## 생애
1902년 12월 27일 대한제국 농상공부 통신사 전화과 주사(農商工部 通信司 電話課 主事)로 임명되었으며, 1908년 궁내부 서기관에 임명되었다. 1910년 8월 29일 일본 정부로부터 효자절부상(孝子節婦賞)을 받았고, 1918년 9월 21일 일본 제국 육군 휼병부(恤兵部)에 5백원을 기부했다.
세 차례(1920년 12월 25일, 1927년 3월 22일, 1930년 4월 1일)나 평안남도 민선 도평의회원으로 선출되었으며, 1933년 5월 11일에는 평안남도 관선 도회의원으로 선출되었다. 1926년 2월 11일 조선총독부로부터 교육효적자선장(敎育効績者選奬)과 특행독지자(特行篤志者) 표창을 받았다. 1926년 5월 10일 다이쇼 덕행록(大正德行錄)을 받았고, 1928년 4월 20일 평안남도 대동수리조합장으로 임명되었다.
1928년 11월 16일 일본 정부로부터 쇼와 대례 기념장을 받았으며, 같은 해 11월 22일에는 일본 궁내성으로부터 목배를 받았다. 1929년 4월 26일 조선박람회 평안남도 위원으로 선출되었고, 1934년 9월 1일 평양세무감독국 조사위원으로 임명되었다. 1935년 4월 20일부터 1938년 4월 19일 조선총독부 중추원 참의를 지냈으며, 1937년 7월 27일 평양조선청년항공단(平壤朝鮮靑年航空團)에 5백원을 기부했다. 1939년 10월 14일 평안남도 대동군 남형제산면에 신명신사(神明神祠) 설립을 본인이 직접 신청해서 조선총독부로부터 설립 허가를 얻었으며, 1941년 2월 21일에는 평남군사후원연맹(平南軍事後援聯盟)에 10만 원을 헌금했다.
1938년 9월 6일 일본 정부로부터 표창을 받았고, 1939년 11월 조선유도연합회 참사를 지냈다. 1941년 9월 조선임전보국단의 발기인 가운데 한 사람으로 참가했으며, 광복 이후에는 반민족행위특별조사위원회에 체포되어 불구속 송치되기도 했다.
친일파 708인 명단의 중추원 부문, 민족문제연구소의 친일인명사전 수록자 명단의 중추원 부문, 친일반민족행위진상규명위원회가 발표한 친일반민족행위 705인 명단에 포함되었다.

## 참고자료
- 친일반민족행위진상규명위원회 (2009). 〈이교식〉. 《친일반민족행위진상규명 보고서 Ⅳ-11》. 서울. 858~870쪽.